# 特夫里夫區

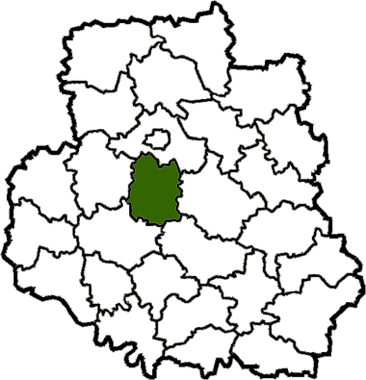
特夫里夫區在文尼察州的位置

特夫里夫區（烏克蘭語：Тиврівський район）是位於烏克蘭西南部文尼察州的舊區，区府为特夫里夫，在2020年烏克蘭行政區劃改革以後被撤銷，併入文尼察區。該區原面積880平方公里，2013年人口43,486人，人口密度每平方公里49.42人。